# Exocora
Exocora é um gênero de aranhas da família Linyphiidae descrito em 1991.